# إدوارد جي. مكشين
إدوارد جيمز مكشين  (بالإنجليزية: Edward J. McShane)‏(10 مايو، 1904م - 1 يونيو 1989م) هو رياضياتي أمريكي عُرف لتحسيناته في حساب المتغيرات، والتكامل، وحساب التفاضل والتكامل العشوائي، والبالستيات الخارجية. ارتبط اسمه مع تعميم نظرية مكشين ويتني. مكشين كان بروفسور رياضيات في جامعة فرجينيا، ورئيس مجتمع الرياضيات الأمريكي ورئيس جمعية الرياضيات الأمريكية، وعضو لوحة العلوم الوطنية وعضو أكاديمية العلوم الوطنية.

## حياته
وُلد مكشين وترعرع في نيو أورلينز. حصل على باكالريوس هندسة وعلوم من جامعة تولين عام 1925م، ملحوقة بدرجة م. س. من الجامعة ذاتها عام 1927م. حصل مكشين على الدكتوراه في الرياضيات من جامعة شيكاغو. وعمل كمعلم في جامعة فيرجينيا لمدة 39 سنة حتى تقاعد عام 1974م. تعلم على يده العديد من الطلبة الذين أصبحوا دكاترة، مثل فكتور كلي، بيلي جيمز بيتيس وديفد لودينلايجر. تُوفي مكشين إثر جلطة قلبية بمشفى جامعة فيرجينيا.

## وصلات خارجية
- O'Connor، John J.؛ Robertson، Edmund F.، "إدوارد جي. مكشين"، تاريخ ماكتوتور لأرشيف الرياضيات
- إدوارد جي. مكشين في شجرة علماء الرياضيات
- MAA presidents: Edward James McShane